# Kanton Armentières
Kanton Armentières (Frans: Canton d'Armentières) is een kanton van het Franse Noorderdepartement. Het kanton maakt deel uit van het arrondissement Rijsel. In 2015 is dit kanton behouden bij de herindeling van de kantons in Frankrijk en met drie gemeenten uit voormalig kanton Quesnoy-sur-Deûle uitgebreid van 8 naar 11 gemeenten.

## Gemeenten
Het kanton Armentières omvat de volgende gemeenten:
- Armentières (hoofdplaats)
- Bois-Grenier
- Capinghem
- La Chapelle-d'Armentières
- Deûlémont
- Erquinghem-Lys
- Frelinghien
- Houplines
- Pérenchies
- Prémesques
- Waasten (Frans: Warneton)